# Batasio convexirostrum
Batasio convexirostrum är en fiskart som beskrevs av Darshan, Anganthoibi och Vishwanath 2011. Batasio convexirostrum ingår i släktet Batasio och familjen Bagridae. Inga underarter finns listade.